# Chairac
Chairac (en francès Chirac) és un municipi del departament francès del Losera a la regió d'Occitània.